# Esmaël Gonçalves
Esmaël Gonçalves (født 25. juni 1991) er en fodboldspiller fra Guinea-Bissau. Han har tidligere spillet for Guinea-Bissaus landshold.
Han har spillet 1 landskampe for Guinea-Bissau.